# Rumfordpriset
Rumfordpriset är ett vetenskapspris inom ämnet fysik. Det delas ut av American Academy of Arts and Sciences till forskare som är verksamma i Förenta Staterna för upptäckter inom området termodynamik och optik.
Akademien erhöll redan 1796 en donation om 5 000 dollar  av greve Rumford för att inrätta priset, men det utdelades första gången 1839. Rumfords avsikt var att det skulle delas ut vartannat år, men det har skett med oregelbundna intervaller. Priset består av en förgylld silvermedalj.

## Pristagare
- 1839: Robert Hare
- 1862: John Ericsson
- 1865: Daniel Treadwell
- 1866: Alvan Clark
- 1869: George Henry Corliss
- 1871: Joseph Harrison
- 1873: Lewis Morris Rutherfurd
- 1875: John William Draper
- 1880: Josiah Willard Gibbs
- 1883: Henry Augustus Rowland
- 1886: Samuel Pierpont Langley
- 1888: Albert A. Michelson
- 1891: Edward Charles Pickering
- 1895: Thomas Alva Edison
- 1898: James Edward Keeler
- 1899: Charles F. Brush
- 1900: Carl Barus
- 1901: Elihu Thomson
- 1902: George Ellery Hale
- 1904: Ernest Fox Nichols
- 1907: Edward Goodrich Acheson
- 1909: Robert Williams Wood
- 1910: Charles Gordon Curtis
- 1911: James Mason Crafts
- 1912: Frederic Eugene Ives
- 1913: Joel Stebbins
- 1914: William David Coolidge
- 1915: Charles Greeley Abbot
- 1917: Percy Williams Bridgman
- 1918: Theodore Lyman
- 1920: Irving Langmuir
- 1925: Henry Norris Russell
- 1926: Arthur Holly Compton
- 1928: Edward Leamington Nichols
- 1930: John Stanley Plaskett
- 1931: Karl Taylor Compton
- 1933: Harlow Shapley
- 1937: William Coblentz
- 1939: George Russell Harrison
- 1941: Vladimir Zworykin
- 1943: Charles E. Mees
- 1945: Edwin Herbert Land
- 1947: Edmund Newton Harvey
- 1949: Ira S. Bowen
- 1951: Herbert E. Ives
- 1953: Enrico Fermi, Willis E. Lamb och Lars Onsager
- 1955: James Franck
- 1957: Subrahmanyan Chandrasekhar
- 1959: George Wald
- 1961: Charles H. Townes
- 1963: Hans Bethe
- 1965: Samuel Cornette Collins och William David McElroy
- 1967: Robert Henry Dicke och Cornelis Bernardus van Niel
- 1968: Maarten Schmidt
- 1971: Tre vetenskapliga forskningsgrupper, varav en vid Massachusetts Institute of Technology, en vid National Research Council, Dominion Radio Astrophysical Observatory, University of Toronto, Queen's University och University of British Columbia samt en vid National Radio Astronomy Observatory
- 1973: E. Bright Wilson
- 1976: Bruno Rossi
- 1980: Gregorio Weber, Chen Ning Yang och Robert Mills
- 1985: Hans Georg Dehmelt, Martin Deutsch, Vernon Willard Hughes och Norman Ramsey
- 1986: Robert B. Leighton, Frank James Low och Gerry Neugebauer
- 1992: James R. Norris, Joseph J. Katz och George Feher
- 1996: John C. Mather
- 2008: Sidney Drell, Sam Nunn, William Perry och George P. Shultz
- 2015: Federico Capasso och Alfred Cho
- 2019: Ernst Bamberg, Ed Boyden, Karl Deisseroth, Peter Hegemann, Gero Miesenböck och Georg Nagel
- 2021: Charles L. Bennett